# Folkston Railfan Platform
Folkston Railfan Platform är en plattform i Folkston i Charlton County i Georgia där järnvägsentusiaster får fotografera tåg på ett tryggt sätt. Där finns även ett audiosystem som möjliggör lyssnandet av järnvägsradio.
Det första tåget som passerade Folkston i juni 1881 hörde till järnvägsbolaget Savannah, Florida and Western Railroad. Plattformen som gör det enkelt att skåda tåg byggdes år 2001 tack vare fångarbete och med finansiering från delstaten.